# 萬
【萬】 — китайський ієрогліф. Часто використовується на письмі в японській мові. Спрощений варіант: 万.

## Значення
1. меріада.
1) десять тисяч, тьма.
2) численність, розмаїття; численний; різноманітний.
3) все, всяка всячина.
2. великий.
3. анітрохи, ніколи, зовсім, навіть якщо, обов'язково.
4. назва танцю.
5. скорпіон.

Ключ: 140 (艸 + 9);  Кількість рисок: 15.
Введення ієрогліфа методом цанзє: 廿田中月 (TWLB); Введення ієрогліфа чотирикутним методом: 44427. .

## Прочитання
| Китайська         |                   |                   |                   |                 |                 |
| Мандаринська мова | Мандаринська мова | Мандаринська мова | Мандаринська мова | Кантонська мова | Кантонська мова |
| чжуїнь            | піньїнь           | Вейд-Джайлз       | кирилиця          | ютпхін          | Єль             |
| ㄨㄢˋ             | wàn (wan4)        | wan4              | вань              | maan6           | maan6 mak6      |

| Корейська |         |               |              |       |          |
|           | хангиль | стара латинка | нова латинка | Єль   | кирилиця |
| Звук:     | 만      | man           | man          | man   | ман      |
| Назва:    | 일만    | ilman         | ilman        | ilman | ільман   |

| Японська |                                   |                                      |                                    |
|          | кана                              | латинка                              | кирилиця                           |
| Он:      | まん ばん                         | man ban                              | ман бан                            |
| Кун:     | よろず                            | yorozu                               | йородзу                            |
| Ім'я:    | かず かつ すすむ たか つむ つもる | kazu katsu susumu taka tsumu tsumoru | кадзу кацу сусуму така цуму цумору |